# 魚香

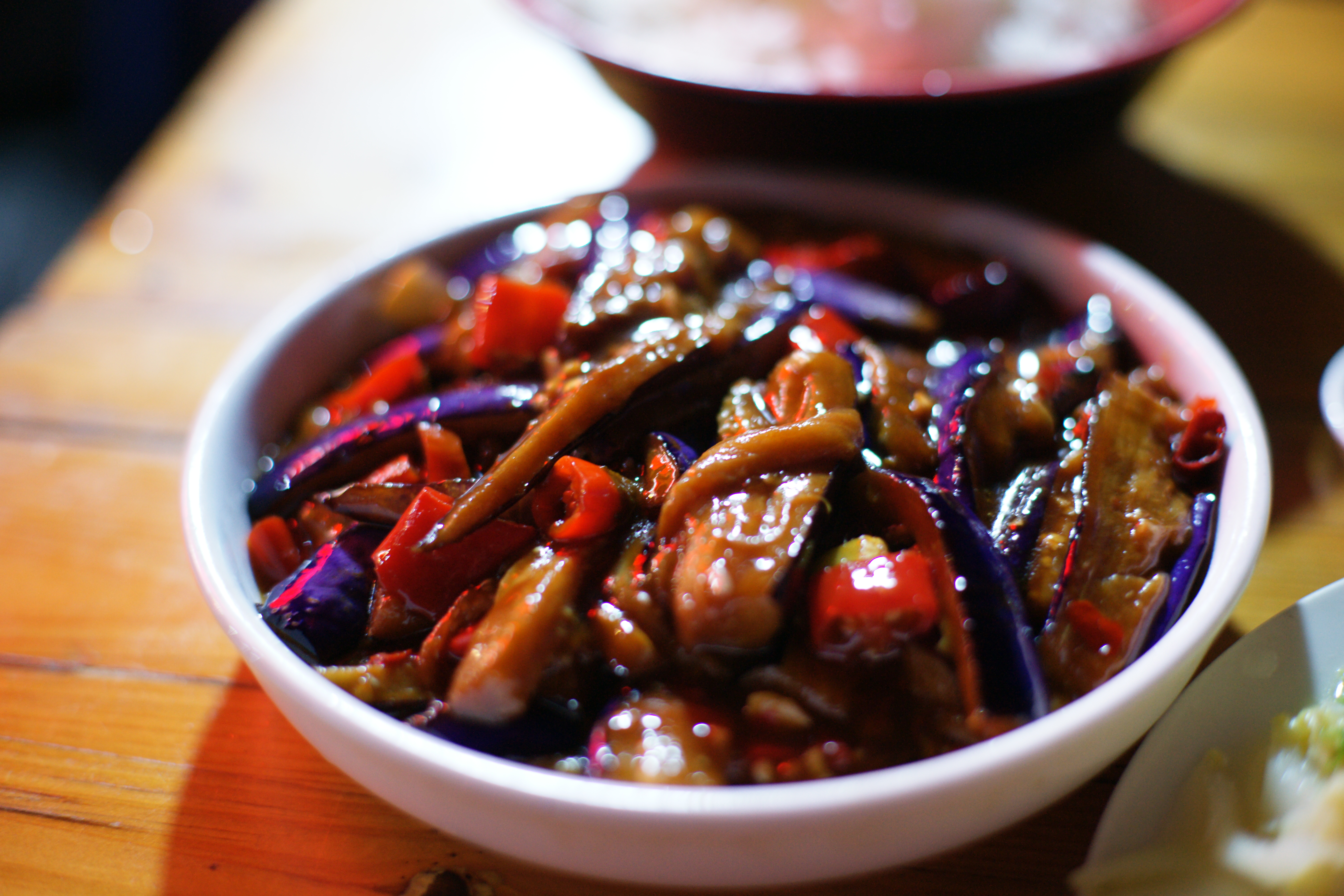
魚香茄子、典型的な四川料理

魚香（ユーシャン、拼音: yúxiāng）は、中華料理で一般的な調味料であり、いくつかの食材を混ぜて作る。また、これを足した肉料理や野菜料理用ソースのことも指す。四川料理に起源があると言われるが、その後は中国の他の郷土料理にも広まっている。
中国語で文字通り「魚肉が香るもの」という意味の用語であるにもかかわらず、魚香は魚介類を含まず、魚介類の料理に加えることも一般的ではない。言い伝えによると、このソースは通常淡水魚の料理において家庭で使われていたというが、あるとき魚がなくなり、そのときに残っていたソースを肉の味付けに使ったのだという。この料理を皆が好んだことから、魚香という名前になった。
基本的なブレンドに加え、料理に使うときは砂糖・酢・豆板醤・醤油・泡椒（）を用いることが常である。

## 調合
魚香の一般的な調合は、細かく刻んだ泡辣椒（）や白ネギ・ショウガ・ニンニクである。これらはおおよそ同程度の分量で混ぜ合わされるが、ショウガやニンニクより白ネギを多く含むものを好む人もいる。材料を混ぜ合わせたら、香りが出るまで油で揚げる。

## 料理
ソースは牛肉や豚肉、鶏肉を含む料理に用いられることがほとんどである。時に野菜料理にも用いられる。主要な調味料として魚香を用いる料理には、料理にも魚香の名を冠している。バーバラ・トロップは著作中華料理の現代芸術のなかで、魚香の特徴は「四川省と湖南省」の風味を表すものと解釈できると示唆している。
- 魚香肉絲 - 魚香と共に素早く炒めた豚肉[4]。
- 魚香茄子 - 魚香と共に炒め蒸し煮にしたナス[5]。日本の麻婆茄子の原型。
- 魚香牛腩 - 魚香と共にとろ火で煮た牛のブリスケット。